# Aclastus micator
Aclastus micator là một loài tò vò trong họ Ichneumonidae.